# Kindred
Kindred – minialbum wydany przez dubstepowego muzyka Buriala 13 lutego 2012 (internet) i 12 marca 2012 (winyl). Otrzymała ona bardzo pozytywne recenzje, uzyskując 88 punktów na 100 na stronie Metacritic.

## Lista utworów
1. KIndred - 11:28
2. Loner - 7:31
3. Ashtray Wasp  – 11:46